# Makatea (geologia)
La makatea és la formació coral·lina que es produeix en una illa realçada per moviments tectònics o pel passatge d'un segon punt volcànic calent. El terme existeix en diverses llengües polinèsies (Tuamotu, illes Cook), és l'origen del nom de l'illa epònima de Makatea, i s'ha adoptat internacionalment per designar aquest tipus d'illa.
Generalment es tracta d'antics atols que s'han elevat. De fet, la depressió interior és l'antiga llacuna de l'atol. El corall elevat queda fossilitzat i sovint forma penya-segats abruptes amb moltes grutes i coves.
Algunes d'aquestes illes (Nauru, Banaba o Makatea) van ser explotades per al seu fosfat format per l'acumulació durant milers d'anys de dipòsits de guano en la seva depressió interior.

## Illes formades de makatea
- Polinèsia
  - Polinèsia Francesa
    - Makatea
    - Rurutu

  - Illes Cook
    - Atiu
    - Mangaia
    - Mauke
    - Mitiaro
    - Takutea
- Micronèsia
  - Banaba
  - Nauru
- Melanèsia
  - Illes Loyauté
    - Lifou
    - Maré